# Дзвінкий язиково-губний проривний
Дзвінкий язиково-губний проривний — приголосний, ще існує в кількох мовах. У Міжнародному фонетичному алфавіті записується як ⟨d̼⟩ або ⟨b̺⟩.

## Властивості
Властивості дзвінкого язиково-губного проривного:
- Спосіб творення — проривний або зімкнений, тобто повітряний потік повністю перекривається.
- Місце творення — язиково-губне, тобто він артикулюється язиком проти губи.
- Тип фонації — дзвінка, тобто голосові зв'язки вібрують від час вимови.
- Це ротовий приголосний, тобто повітря виходить крізь рот.

- Механізм передачі повітря — егресивний легеневий, тобто під час артикуляції повітря виштовхується крізь голосовий тракт з легенів, а не з гортані, чи з рота.

## Приклади
| Мова    | Мова            | Слово | МФА      | Значення | Примітки                                                         |
| ------- | --------------- | ----- | -------- | -------- | ---------------------------------------------------------------- |
| Біджаго | діалект Каджоко |       | [nɔ̀d̼ɔ́ːɡ] | 'камінь' | Ця фонема у Біджаго часто також представлена як одноударний [ɾ̼]. |